# Kazimierz Kasperkiewicz
Kazimierz Kasperkiewicz (ur. 7 listopada 1929 w Mikuszowicach Krakowskich) – polski regionalista związany z miastem Koło, filolog germański, wydawca.

## Życiorys
Urodził się 7 listopada 1929 roku w Mikuszowicach Krakowskich (obecnie część Bielska-Białej), gdzie stykał się z różnymi narodowościami i wyznaniami. Jest synem Adolfa i Heleny z d. Handzlik. Przed wojną ukończył trzy klasy szkoły powszechnej, a w czasie okupacji jako Polak tylko czwarta i piątą klasę. Podczas okupacji niemieckiej pracował jako robotnik przymusowy na Poczcie Głównej w Bielsku. W 1949 roku zdał maturę w bielskim liceum i rozpoczął studia na Uniwersytecie Jagiellońskim (I stopień). Studia (II stopnia) kontynuował na Uniwersytecie Poznańskim, na którym zdobył dyplom magistra filologii niemieckiej w 1954 roku.
W tym samym roku rozpoczął pracę jako nauczyciel w Liceum Pedagogicznym w Grudziądzu, a potem w Liceum Pedagogicznym z językiem wykładowym polskim i niemieckim w Świdnicy Śląskiej. W 1957 roku wstąpił do Stronnictwa Demokratycznego. Od 1960 roku mieszkał w Kole, gdzie uczył w Liceum Ekonomicznym, a następnie w Liceum Ogólnokształcącym w Kłodawie i Liceum Ogólnokształcącym im. Kazimierza Wielkiego w Kole. Następnie w latach 1970–1975 pracował w Fabryce Materiałów i Wyrobów Ściernych Korund, a w latach 1975–1980 w tzw. aparacie politycznym Wojewódzkiego Komitetu Stronnictwa Demokratycznego w Koninie. Po powrocie do zawodu nauczycielskiego w roku 1980 nauczał w Zespole Szkół Zawodowych w Kole, a w 1990 roku przeszedł na emeryturę.
W 1970 roku został wpisany na listę tłumaczy przysięgłych języka niemieckiego Ministerstwa Sprawiedliwości. W latach 90. XX wieku pomagał osobom, starającym się odszkodowanie za pracę przymusową podczas II wojny światowej, wypłacanych przez Fundację Polsko-Niemieckie Pojednanie. Od 1995 do 1997 roku był członkiem Delegatury Wojewódzkiej w Koninie Głównej Komisji Badania Zbrodni przeciwko Narodowi Polskiemu.
Od 1959 roku był działaczem Związku Nauczycielstwa Polskiego, w latach 1962–1970 był prezesem Ogniska ZNP oraz członkiem Zarządu Powiatowego ZNP w Kole. Od 1982 roku był prezesem Oddziału Szkół Średnich Miasta Koła ZNP, a w latach 1982–1994 był członkiem Zarządu Okręgu ZNP w Koninie. W latach 1973–1988 był radnym Miejskiej Rady Narodowej w Kole. W latach 2001–2006 był współzałożycielem i wiceprezesem Towarzystwa Przyjaciół Miasta Koła, a po jego rozwiązaniu, od 2007 był prezesem Stowarzyszenia Przyjaciół Miasta Koła nad Wartą. Od 2011 roku pełni funkcję prezesa honorowego stowarzyszenia.

## Działalność redakcyjno-wydawnicza i publicystyczna
- sekretarz redakcji periodyku „Ziemia Kolska” od nr. 1-9/1987–1996/
- współredaktor wydania „Wesela ludowego” I. Ziębowicza w r. 2000
- współredaktor wydania „Wspomnienia Sybiraków Ziemi Kolskiej” z 2001 r.
- współredaktor wydania wierszy K. Oblizajka pt. „Wiersze obozowe i poobozowe” z 2000 r.
- współautor słowniczka 4-języcznego branży ściernej w biuletynie Kombinatu Ponar-Jotes w Łodzi
- przewodniczący zespołu redakcyjnego publikacji „Koło słowem malowane” z 2000 r.
- koordynator wydania „Kroniki wydarzeń kulturalnych Koła 1901–2004” z 2005 r.
- konsultacja publikacji A. Mendroka pt. „Historia parafii ewangelicko-augsburskiej w Koninie” Konin 2006 oraz folderu pt. „Szlakiem kolskich zabytków” z r. 2000
- członek zespołu redakcyjnego publikacji pt. „Rozśpiewały się dzwony oraz serca ludzi” wydanego przez Towarzystwo Przyjaciół Uniejowa z 2008 r.
- członek Komitetu Redakcyjnego „Rocznika Kolskiego” od 2008 r. do chwili obecnej oraz członek Komitetu Redakcyjnego folderu informacyjnego pt. „Stowarzyszenie Przyjaciół Miasta Koła nad Wartą” wydanego w Kole w roku 2010

Kazimierz Kasperkiewicz jest również autorem blisko 200 artykułów o tematyce regionalistycznej, publikowanych w m.in. prasie kolskiej, konińskiej oraz periodykach wojewódzkich od r. 1984.
W latach 1966–1972 opublikował kilka artykułów w „Językach obcych w szkole”.
Jest autorem opracowań monograficznych:
- „Miejsca i obiekty walki i pamięci z lat wojny okupacji w Kole i powiecie kolskim”
- „TŚM Lutnia” w latach 1992-2002” oraz wydane w r. 2007 „TŚM Lutnia 1992-2007
- Ponadto jest też współautorem (z J.S. Mujtą) publikacji pt. „TŚM Lutnia im. St. Moniuszki w Kole 1902–1992” (w r. 1992), a także z r. 2012 pt. „650 wydarzeń na 650-lecie Koła” oraz 12 biogramów w „Słowniku biograficznym nauczycieli Wielkopolski Wschodniej” (Konin 2012)

Inicjator wydania w r. 2003 przez TPMK zbioru fraszek St. Galemby pt. „Koło na wesoło” oraz zorganizowania dnia 17.01.2012 r. sesji popularnonaukowej na temat Holocaustu Żydów kolskich.
Ponadto ukazały się autorstwa K. Kasperkiewicza i E. Jaśkowskiego dwie pozycje:
- w r. 2002 „Pomniki, tablice pamiątkowe, kapliczki i figury przydrożne w Kole" /wydruk komputerowy/
- w r. 2012 broszura pt. „110 lat orkiestry dętej w Kole"

K. Kasperkiewicz jest także autorem monograficznego artykułu pt. „Nekropolie kościoła ewangelicko-augsburskiego na Ziemi Konińskiej” opublikowanego w pracy zbiorowej „Protestantyzm w Polsce na przestrzeni wieków"-Poznań 2009. W 2012 r. autor rozdziału pt. „Wojna i okupacja 1939–1945” w opracowaniu zbiorowym pt. „550 wydarzeń na 650 lat miasta Koła”. Jest tłumaczem wstępów/przedmów z j. polskiego na j. niemiecki kilku pozycji książkowych regionalistycznych dotyczących Koła oraz folderu o ratuszu kolskim. Obecnie przygotowuje do druku publikację z 33 biogramami osób, wymienionych na tablicy informacyjnej przed cmentarzem parafialnym w Kole w zestawieniu pt. „Osoby szczególnie zasłużone dla społeczności lokalnej, pochowane na tutejszym cmentarzu”.
Dnia 14.11.2011 r. w Muzeum b. hitlerowskiego obozu zagłady Kulmhof w lesie Rzuchowskim w Chełmnie n/Nerem odbyła się uroczystość odsłonięcia nowej tablicy pamiątkowej z nazwiskami 56 ofiar – rozstrzelanych Polaków – zakładników, więźniów z powiatu kolskiego dnia 15.11.1939 roku. Zastąpiła ona starą tablicę z tylko 19 nazwiskami. Pełną listę nazwisk udało się ustalić dzięki Kazimierzowi Kasperkiewiczowi, który znalazł w Archiwum Państwowym w Poznaniu listę rozstrzelanych (napisaną odręcznie tzw. gotykiem).

## Odznaczenia i wyróżnienia
- medal Miasta Koła z okazji 650-lecia lokacji miasta
- sygnatura pamiątkowa Fabryki Fajansu w Kole z okazji obchodów 650-lecia miasta Koła i 170 rocznicy powstania Fabryki Fajansu rodziny Freudenreichów, wraz z certyfikatem autentyczności
- medal Pamiątkowy Kolskiego Towarzystwa Kulturalnego z okazji 625-lecia Koła
- medal Wojewódzkiej komisji Postępu Pedagogicznego w Koninie
- Złota Odznaka ZNP i Medal Pamiątkowy 100-lecia ZNP[2]
- Złoty Krzyż Zasługi[2]
- Odznaka „Za zasługi dla województwa konińskiego”
- Krzyż Kawalerski Orderu Odrodzenia Polski[2]
- medal Miasta Koła (2002)
- Odznaka Honorowa Sybiraka
- Kolska Osobowość 2007
- człowiek 10-lecia w kategorii: Działacz Społeczny
- nagroda główna Wielkopolskiego Towarzystwa Kulturalnego w Poznaniu (2008)
- Medal Komisji Edukacji Narodowej[2]
- Odznaka honorowa „Zasłużony dla Kultury Polskiej” (2021)[3]
- 25 września 2019 otrzymał tytuł Honorowego Obywatela Miasta Koła[4]
- Odznaka honorowa „Za zasługi dla województwa wielkopolskiego”[5]
- „Przyjaciel Wartaków”[6]